# The Longing
The Longing (с англ. — «Тоска») — инкрементальная приключенческая компьютерная игра, разработанная независимой студией Studio Seufz. Выпуск игры произошел 5 марта 2020 года.

## Игровой процесс

Игровой процесс The Longing: главный герой Тень ожидает появления возможности пройти дальше.

The Longing — приключенческая игра с point-and-click-интерфейсом, действие которой происходит в подземном королевстве. Игрок управляет Тенью, одиноким существом, служащим пожилому королю. После того, как король засыпает, чтобы восстановить свои силы, Тень должен разбудить своего хозяина через 400 дней в реальном времени. Тень может исследовать пещеры, собирать ресурсы для украшения своего дома или выполнять другие виды деятельности, такие как чтение классической литературы и рисование.
Взаимодействие с миром происходит медленно, Тень передвигается особенно медленно. Многие аспекты игрового процесса зависят от времени прохождения, включая головоломки, которые требуют от игрока подождать определённый период, чтобы продвинуться вперёд. Выполнение действий внутри дома Тени приводит к тому, что время проходит с увеличенной скоростью. Например, чтение книг и украшение стен рисунками приводит к тому, что внутриигровой таймер продвигается быстрее.
Другие механики напоминают инкрементальные игры, которые имеют общую тему прогресса, несмотря на незначительное взаимодействие или его отсутствие, в том числе когда игра закрыта. Игрок может заставить Тень выполнять несколько задач. Другой механизм, называемый «системой закладок», доступен через меню, и игрок может использовать его, чтобы поручить Тени автоматически пройти к ранее сохранённой локации, вернуться домой или случайно ходить. Игроку предоставляется список дел, чтобы улучшить жизнь Тени, но для продвижения таймера не требуется никакого взаимодействия, и оно продолжается, даже если игра не запущена. В результате можно закончить игру, просто запуская и закрывая её, возвращаясь по истечении таймера. Чтобы предотвратить жульничество, игроков отправляют в подземелье, если они попытаются обойти ограничение по времени, изменив системные часы своего компьютера. В игре есть несколько концовок, и не все требуют, чтобы игрок ждал 400 дней.

## Сюжет
Игра начинается с того, что старый король сообщает Тени, что он будет спать 400 дней, чтобы восстановить свои силы. По истечении этого времени Тень может разбудить своего хозяина и будет вознаграждён «миром без тоски». Король позволяет Тени бродить внутри своего подземного королевства, но запрещает ему уходить. Ожидая пробуждения короля, Тень созерцает своё одиночество и размышляет о характере награды короля. Он рассматривает возможность покинуть королевство и напоминает, что выход из пещер существует далеко над тем местом, где спит король.
Если Тень ждёт все 400 дней и пробуждает своего хозяина, волнение короля вызывает обвал. Как только всё стихает, король объясняет, что он дал Тени именно то, что обещал, и создал мир без тоски, «уничтожив всё внутри него». Мир перестаёт существовать, и король и Тень правят бесконечной пустотой. В качестве альтернативы, если Тень исследует достаточно пещер, близких к поверхностному миру, он обнаруживает тёмную пещеру на краю бездонной ямы. Тень может либо покончить жизнь самоубийством, сбросившись в яму, либо продолжить, чтобы противостоять Тьме, таинственному существу, которое внешне напоминает Тень. В зависимости от того, как игрок ранее взаимодействовал с Тенью, он либо спрячется от Тьмы, закрыв глаза, либо будет пойман существом и отправлен обратно в свой дом.
Если Тень прячется от Тьмы и продолжает идти, он прибывает в пещеру чуть ниже поверхности. Там Тень получает возможность покинуть королевство, выйдя через колодец. Если Тень решает уйти, его вытаскивает либо мальчик-тролль, который бросает Тень обратно в колодец, и тот разбивается насмерть, либо пожилой мужчина. Если Тень вытаскивает мужчина, существо следует за ним к его дому, и его семья подает ему ужин. Сцена после титров показывает, что уход Тени привёл к смерти короля.

## Разработка
Ансельм Пита с 2004 года занимался анимациями Flash, выпуская их на Newgrounds. В течение более полутора десятка лет он вместе со своим другом Бенедиктом Хуммелем (нем. Benedikt Hummel) разработал несколько популярных бесплатных браузерных игр, а в 2017 году основал студию Studio Seufz. Но несмотря на то, что уже было несколько проектов, The Longing стала первым серьёзным изданием для студии, и личным проектом Пита.
В 2012 году Ансельм Пита (нем. Anselm Pyta) посетил в Германии «Пещеру Барбароссы», где он узнал, что, согласно легенде, известный немецкий монарх и император Барбаросса не умер, а спит в этой пещере. Легенда гласит, что он через какое-то время проснётся и снова займёт свой трон. При этом его покой якобы охраняет одинокий слуга по имени Тень (англ. Shade), который раз в 100 лет проверяет, настало ли время для пробуждения ото сна. Пита разглядел в этом сюжете основу для компьютерной игры. При этом его идея была в том, чтобы сделать игру об этом самом слуге. Несмотря на то, что в легенде он практически не упоминается, но разработчику этого хватило, чтобы заинтересоваться данным персонажем. Пита задался вопросом: «Чем бы занялся этот персонаж, чтобы не сойти с ума в этом ожидании и в одиночестве?»
Другим источником для вдохновения послужили инкрементальные игры, например, такие как Clicker Heroes. По мнению Пита, данные игры особенны тем, что игрок остается в них даже после закрытия игры. Например, в The Longing есть эпизод, когда игроку приходится ждать, пока паук сплетёт паутину. Если же игрок закроет игру и вернется в неё через два дня, то сеть будет готова, и можно будет по ней лазить. Так игрок преодолевает препятствие без какого-либо стресса, и в то же время, это может сопрягаться со странным чувством выполненного долга.
Ещё одним элементом стали головоломки. Однако, их проявление и решение спроектированы исходя из особенностей протекания времени. Так, ландшафт пещеры, где происходит игра, со временем может меняться, что открывает возможности для решения головоломок. Но игроку нужно быть терпеливым как для первого, так и второго. Это задало некоторую форму мотивации игрокам, чтобы они не просто ждали окончания игры, а проявляли свою активность чтобы найти что-то новое.
Изначально цель Пита состояла в том, чтобы игрок сочувствовал персонажу. Конечно, игрок может оставить его на 400 дней. Но разработчик поставил перед собой задачу: найти способы, чтобы игроки так заботились о маленьком герое, что это побуждало их осматривать пещеру и находить, чем ему заняться. В то же время реальный игровой процесс весьма медленный, и нужно было найти механизмы, которые позволили бы игроку не чувствовать себя слишком скучно. Для достижения цели Пита начал использовать методом кнута и пряника. Чаще всего должно быть так, что игрок должен быть уверен, что если он начнёт выполнять задание для персонажа, пока он находится вне игры, то оно будет действительно выполнено. Помимо этого, нужно как-то наказывать тех, кто меняет время на своих компьютерах — и если это произойдёт, то Тень будет отправлен в темницу.
Ещё одной задачей во время проектирования игрового взаимодействия стала необходимость множества дополнительных диалоговых элементов. Так как персонаж один, то он должен комментировать по-разному происходящее, особенно если идёт некоторый прогресс в игре. В связи с этим Пита отошёл от простой анимации, а персонаж разговаривает сам с собой, засыпает при ожидании, может помечтать. Вместе с тем, игроку нужно постоянно напоминать о времени, а так как действие происходит в пещере, то нет возможности сделать суточные циклы (день / ночь). Так, одной из идей стало то, что время от времени происходит падение камней с потолка, и одновременно с этим они вовлекаются в игровой процесс — их можно брать в качестве предметов.
Для проверки игрового опыта Пита отметил, что у него было много веских причин не заниматься моделированием игрового времени, так как проверить ощущения игрока становится сложно, в том числе, если использовать инструменты разработчика по ускорению времени. По словам Пита, получаемый настоящий игровой опыт позволил сбалансировать игру, что оказалось сложной задачей. Использование времени изменило игровое пространство, так как, например, геймдизайнер получает элементы с поведением, нехарактерным для других игр. Так, вместо того, чтобы создать предмет можно не помещать его, в конечном состоянии, а разместить кусочек мха, который через какое-то время превратится в задуманный предмет.

## Отзывы и мнения
| Сводный рейтинг       | Сводный рейтинг       |
| Агрегатор             | Оценка                |
| --------------------- | --------------------- |
| Metacritic            | PC: 77/100 NS: 79/100 |
| OpenCritic            | 76/100                |
| «Критиканство»        | 87/100                |
| Иноязычные издания    |                       |
| Издание               | Оценка                |
| Nintendo Life         | 5/10                  |
| Nintendo World Report | 9/10                  |
| Washington Post       | 90 %                  |
| The Games Machine     | 7,5/10                |
| 4players.de           | 70 %                  |

В 2019 году The Longing получила награду Long Feature на фестивале компьютерных игр A MAZE в Берлине. В том же году на фестивале в Штутгарте The Longing получила «Особую оценку» (нем. Special Mention) за чрезвычайно инновационный стиль повествования в игре.
The Longing стала финалистом на 22-м Фестивале независимых игр в 2020 году в номинации «Премия Нуво», присуждаемой за игровые инновации.